# Trubarjeva domačija
Trubarjeva domačija se nahaja v vasi Rašica na Dolenjskem.
Vse današnje zgradbe stojijo na mestu, na katerem je stala hiša domnevnih Trubarjevih sorodnikov z mlinom in žago, vendar so ti objekti novejšega datuma - stari samo kakih 200 let - in torej ne gre za objekte izpred 500 let, ko se je rodil Primož Trubar.
Trubarjeva rojstna hiša je bila drug mlin, ki je danes skoraj v celoti podrt: Šklopov mlin pod Kukmako, izven strnjene vasi Rašica. To je bil grajski mlin, kjer je bil gospodar Primožev oče, Mihelj Malnar. Tudi ta mlin je bil opuščen in hiša skozi stoletja večkrat popolnoma predelana. Stal pa je ob istem potoku, nekoliko više kot Temkov mlin.
Zaradi pogostih turških (osmanskih) vpadov, Trubar jih omenja v vseh svojih delih in zaradi manj rodovitne zemlje, so prebivalci teh krajev živeli v veliki revščini. Tudi sedanje stavbe bi bile danes že v razvalinah, če jih ne bi obnovili. To še posebej velja za leseno žago, ki jo je po odselitvi zadnjega lastnika Jožefa Pečnika - Temkovega Jožeta (l. 1975) obnovilo Gozdno gospodarstvo Velike Lašče leta 1986. Tega leta, ob 400-letnici Trubarjeve smrti, so bila obnovljena tudi ostala poslopja. Sredstva so zbirali s prostovoljnimi prispevki. Pomagala je tedanja občina Vič- Rudnik. Sedanji lastnik Trubarjeve domačije je Občina Velike Lašče. Od tedaj namreč celotna domačija funkcionira kot informacijsko središče z muzejsko zbirko, ki je za obiskovalce odprta skoraj vsak dan. Za organizirane in najavljene skupine je na voljo tudi vodenje z razlago. Vsi objekti so označeni z napisom kulturni spomenik. Spomeniško je delno zaščitena tudi vas Rašica, s spomenikom prvi slovenski knjigi in Primožu Trubarju na križišču poti. Spomenik so postavili ob 400-letnici izida prve slovenske knjige in je eklektično delo arhitekta Vinka Glanza, relief pa medaljerja Vladimirja Stovička.
V Trubarjevem času je bila Rašica pomembna gospodarska točka in prometno središče velikolaške pokrajine. Zrasla je na križišču trgovskih in krošnjarskih poti iz stiškega samostana proti Trstu in vipavskim vinogradom ter poti iz Ljubljane proti Kočevju in Reki. V 16. stoletju je pripadala turjaškemu gospostvu. Sedež plemičev Auerspergov, grad Turjak, je bil le uro hoda vstran. Zato so ob vaški rečici lahko mleli tudi za Turjačane. Vas je dandanes spalno naselje z nekaj lokali, brez šole; večino upravnih, kulturnih in drugih funkcij imajo v občinskem središču.

### Žaga
Vodne žage so se v Sloveniji pojavile že v 14. stoletju. Med poslopji na Trubarjevi domačiji je zelo verjetno žaga tista, ki je najstarejša, najbolj avtentična in ki je tudi z etnološkega zornega kota najbolj zanimiva, čeprav ni povezana z življenjem duhovnika in pisatelja Trubarja. Stara je več kot 200 let in je edina ohranjena žaga, od 25-ih, ki so nekoč delovale ob potoku Rašci in dveh njenih pritokih. Temkova žaga na Trubarjevi domačiji je venecijanka samica, kar pomeni, da je imela v jarmu samo en žagin list. Vodno kolo žage ima premer 3,20 m, na obodu pa je 36 lopat. Jarem se je gibal s 150 gibi na minuto. Za samico je bilo potrebnih vsaj 4 W moči. Za en rez so potrebovali 5 do 8 minut; odvisno od trdote in vlažnosti lesa (hloda). Dnevno se je lahko razžagalo okrog 10 kubičnih metrov lesa. Žaga je bila pomemben sestavni del domačije z različnimi dejavnostmi. Žagarji so bili tudi mlinarji in obratno. Ukvarjali so se tudi s kmetijstvom, pogosto s prašičerejo, ki jim je prinašala lep dohodek. Tako so tudi na Trubarjevi domačiji za hišo vidni ostanki svinjaka, ki žal ni rekonstruiran.
Socialni položaj žagarjev - mlinarjev je bil tako precej višji od nekaterih kmetov, ki so zato zavistno gledali nanje. Na domačijah z žago in mlinom se ni stradalo, čeprav so bile družine velike. Imeli so dovolj moke. Moči za delovni dan so si nabrali z žganci v kombinaciji z zelenjavo: zeljem, repo, korenjem. Sami so imeli kokoši in na voljo jajca. Pogosto so imeli v hlevu ob prašičih tudi krave ali drobnico in zato tudi mleko. Za dopoldansko in popoldansko malico so jedli različne vrste kruha, zraven je sodila še mast z ocvirki. Jedilnik so dopolnili kislo mleko, slanina, za praznike ali ob večjih delih klobase. Pili so vodo, vino in mošt, odrasli tudi doma kuhano žganje ali medico. Za kosilo je teknila juha z žličniki, krompir (od časa Marije Terezije; v Trubarjevem času niso vedeli zanj!), štruklji, pozimi kislo zelje in repa, pogosto kuhan močnik, ješprenj. Sladkali so se z medom in sušenimi krhlji. Zvečer so bili na mizi razni močniki, fižol v solati, kaša, krompir v oblicah, ajdovi žganci z dodatki.

### Spominska hiša
Spominska hiša s spominsko sobo in delno rekonstruiranim mlinom, ki pa ne melje, je največje kamnito poslopje na Trubarjevi domačiji. V zvezi z mlinom ni kaj posebnega povedati, gre za manjšo muzejsko prezentacijo, kjer žal niso v celoti rekonstruirali mlinskih naprav. Spominska soba nad mlinom je pravzaprav sobana, saj je tudi edini prostor v zgornjem nadstropju stavbe. Gre za večji prostor, ki je primeren tudi za razne krajevne kulturne prireditve. Med drugim se v tem prostoru že dalj časa ob določenih dnevih vrstijo pogovori s pesniki in pisatelji, ki jih vodi pesnik Tone Kuntner pod geslom Na Trubarjevini v čast domovini. Sicer pa je na stenskih panojih na kratko opisano življenje in delo Primoža Trubarja. V okenskih okvirjih so namesto prozornega stekla barvni portreti pomembnih osebnosti iz Trubarjevega časa, kot sta bila npr. tržaški škof Bonomo in nemški reformator Martin Luter. V okroglih vitrinah pa so razstavljene kopije Trubarjevih knjig in rokopisov. Originalnih del v zbirki ni. Nekaj jih ima Narodna in univerzitetna knjižnica v Ljubljani.

### Gospodarsko poslopje
V gospodarskem poslopju je iz dela hleva nastala lokalna krčma, v delu skednja je manjša galerija Skedenj. Nad tem prostorom je urejena soba z imenom Trubarjeva čitalnica. V prejšnji kašči je sedaj sprejemnica in prodajalna spominkov. V galeriji Skedenj se občasno vrstijo slikarske in fotografske razstave, od septembra naprej pa poteka za najavljene skupine knjigoveška delavnica in drugi dodatni izobraževalni programi za šolske skupine. V Trubarjevi čitalnici so razstavljene kopije Trubarjevih knjig in dela drugih protestantskih piscev. Najbolj zanimiv je reproduciran Trubarjev pečatnik, ki ga je vse življenje uporabljal kot pečatnik na svojih pismih. Je okrogel kakor mlinski kamen. Vgravirano ima obrtni znak tesarjev, usnjen predpasnik in sekiro.